# Хоус, Кристофер
Кри́стофер Хо́ус (англ. Christopher Howes; 195?, Бэквелл — 1996, Анлонгвэнг) — британский сапер, сотрудник международной неправительственной организации MAG (англ. Mines Advisory Group), похищенный (и впоследствии убитый) Красными Кхмерами во время проведения работ по разминированию на северо-западе Камбоджи в марте 1996 года. Вместе с ним был убит его камбоджийский коллега — Хун Хоер (англ. Houn Hourth), работавший переводчиком в группе Хоуса.
В течение двух лет после похищения о нём ничего не было известно и лишь в мае 1998 года появились неопровержимые доказательства того, что Хоус был доставлен в Анлонгвэнг и убит там по приказу Та Мока. Убийство вызвало широкий общественный резонанс, расследование уголовного дела продолжалось в течение нескольких лет, и в 2008 году трое убийц были приговорены к 20 годам лишения свободы.
Однако, несмотря на широкую огласку, убийство Кристофера Хоуса стало далеко не единственным в цепочке аналогичных преступлений Красных Кхмеров — так в период с 1994 по 1998 год полпотовцами были похищены и убиты по меньшей мере десять граждан иностранных государств.

## Биография
Кристофер Хоус родился в городке Бэквелл, что в графстве Сомерсет (Великобритания). В юности Кристофер много любил бывать на свежем воздухе, занимался спортивным ориентированием, увлекался верховой ездой. Это и определило его дальнейшую карьеру: в 17 лет он отправлялся служить в британскую армию, где и стал проходить подготовку как специалист по разминированию. В начале 1980-х Хоус проходит службу в инженерных войсках на Фолклендских островах. За семь лет воинской службы полк Кристофера неоднократно менял место дислокации: он служил в Северной Ирландии, Белизе и Германии.
Демобилизовавшись из армии Кристофер решил применить свои навыки уже в гражданских целях для помощи мирному населению. В начале 90-х он работает в Кувейте, где помогает разминировать нефтяные месторождения. В 1993 году Хоус становится сотрудником британской неправительственной организации MAG (англ. Mines Advisory Group), занимающейся разминированием в разных странах мира. Хоус предпочитал работу на гражданских объектах, так как считал её наиболее важной и необходимой. В это время Хоус работает в Северном Ираке, где при поддержке местных курдов помогает им искать и обезвреживать неразорвавшиеся боеприпасы, оставшиеся после ирано-иракской войны 1980—1988 гг. Спустя два года он вместе с другими специалистами из MAG отправляется в Камбоджу.

### Похищение и убийство

Хун Хоер — переводчик в группе Кристофер Хоуса, убитый «красными кхмерами» в марте 1996 года

К моменту похищения Хоус проработал в Камбодже уже пять месяцев. 26 марта 1996 года его группа проводила работы по разминированию в деревне Преах Ко, что провинции Сиемреап на северо-западе Камбоджи, как вдруг саперы были окружены группой вооруженных бандитов под командованием Та Мока (он же — «Мясник») — одного из самых жестоких главарей «красных кхмеров», свирепствовавших во время геноцида в стране 1975—1979 гг.
У Хоуса был шанс на спасение — полпотовцы потребовали от немедленно отправится на свой лагерь, взять там деньги для выкупа и вернуться с ними, чтобы освободить пленников. Однако Хоус не воспользовался этим шансом и остался со своей командой, надеясь, что так он сможет обеспечить безопасность своим коллегам. Впоследствии боевики отпустили иностранцев, однако оставили Хоуса в плену в Анлонгвэнге, где убили его спустя несколько дней. Вместе с ним был убит его камбоджийский коллега — Хун Хоер (англ. Houn Hourth), работавший переводчиком в группе Хоуса. Сразу же после убийства полпотовцы сожгли тело убитого, не предав его земле согласно христианскому обычаю.
На протяжении двух лет ходило множество слухов, будто Кристофер Хоус жив и находится в плену у полпотовцев. В частности, сообщалось что бывший сапер жив, находится в плену и вынужден учить повстанцев изготавливать взрывчатку. Также появлялась информация, будто бы MAG заплатила 120 тыс. долл. США человеку, который якобы обладал информацией о местонахождении Хоуса и мог способствовать его освобождению, однако скрылся в большей частью денег. Все эти истории оказались вымыслом, так как в мае 1998 года сотрудники Скотланд-Ярда смогли добраться до места убийства (ранее территория не контролировалась правительственными силами и была занята «красными кхмерами») и провели экспертизу пепла, который был взят на месте сожжения Кристофера.

### Семья
Два года родные и близкие Кристофера провели в мучительных ожиданиях, пока МИД официально не подтвердил его гибель. Эта информация нанесла им сильный удар. Так, не выдержав горя, в 2007 году умерла мать Кристофера. Долгие годы родственники Хоуса добавились расследования дела и наказания для виновных в убийстве.

## Вклад
Камбоджа — одна из наиболее «заминированных» стран мира. За три десятилетия войны и гражданского конфликта на территории этой страны осталось разбросано несколько миллионов мин. Кристофер Хоус прекрасно знал об этом и считал своим долгом сделать эту страну безопасной для жизни. За свои заслуги в 2001 году он был посмертно награждён медалью Королевы за отвагу. Вклад Хоуса не остался не замеченным и со стороны камбоджийских властей: в настоящее время одна из улиц Пномпеня носит имя Кристофера Хоуса.

### Награды
- Медаль Королевы за отвагу (2001) — посмертно[4][5].